# Osmic Hill
Osmic Hill är en kulle i Sydgeorgien och Sydsandwichöarna (Storbritannien). Den ligger i den nordvästra delen av Sydgeorgien och Sydsandwichöarna. Toppen på Osmic Hill är 22 meter över havet.
Terrängen runt Osmic Hill är kuperad åt nordost, men åt sydväst är den bergig. Havet är nära Osmic Hill åt nordost.  Trakten runt Osmic Hill är nära nog obefolkad, med mindre än två invånare per kvadratkilometer.